# Árraga
Árraga est une ville de la province de Santiago del Estero, en Argentine, et le chef-lieu du département de Silípica. Elle est située à 32 km au sud de la capitale provinciale.